# 852

## Esdeveniments
- Els musulmans arriben a Barcelona
- Fundació de Zamora

## Necrològiques
- Abbas ben Nasih al-Thakafi, poeta.
- Aleran, Comte de Barcelona, Empúries i Rosselló i Marquès de Septimània.
- Ènnec Arista, primer rei de Navarra.